# 长岛海洋生态文明综合试验区
长岛海洋生态文明综合试验区，简称长岛综合试验区、长岛综试区或长岛区，是中华人民共和国山东省烟台市设置的一个县级的行政管理区。2018年6月山东省人民政府批复成立，次年1月，中共长岛海洋生态文明综合试验区工作委员会和长岛海洋生态文明综合试验区管理委员会挂牌成立。
2020年6月22日，原烟台市长岛县和蓬莱市撤销，合并入蓬莱区，原长岛县所辖的庙岛群岛继续由长岛海洋生态文明综合试验区代管。